# هند بنت عتبه

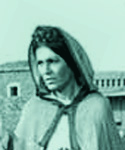
هند بنت عتبه در فیلم محمد رسول الله

هند بنت عتبه، همسر ابوسفیان و مادر معاویه بود. وی ابتدا همسر خوص بن مغیره بود و پس از وی به همسری ابوسفیان درآمد. وی از دشمنان سرسخت محمد در مکه بود که پس از مرگ پدر، برادر و پسرش در غزوه بدر، دشمنی‌اش سرسختانه‌تر شد. وی سوگند یادکرد که انتقام خود را از محمد بگیرد. وی در جنگ احد شرکت کرد و پس از مذاکره با وحشی غلام جبیر بن مطعم او را راضی کرد تا حمزه -عموی محمد و یکی از سرداران اسلام- را به قتل برساند. پس از مرگ حمزه، هند بدن حمزه را مثله کرد و جگر او را به دندان گرفت. همین امر سبب شد تا به هند جگرخوار شهره شود. وی سرانجام در فتح مکه اسلام آورد و در عصر حکومت عمر (خلیفه دوم) از دنیا رفت.